# Федоровский сельсовет (Уфа)
Федоро́вский сельский совет — административно-территориальная единица в Калининском районе города Уфы. Не является муниципальным образованием.
Включён в состав Калининского района города Уфы в 1992 году. До 1992 года деревни, входящие в его состав, были частью Уфимского района Республики Башкортостан. Позднее в состав сельсовета вошла д. Базилевка, которая тем же постановлением 1992 года передана в состав Уфы из Русско-Юрмашевского сельского совета.
д. Бурцево, Волково, Шмидтово и п. Шамонино переданы в Русско-Юрмашский сельсовет; остальные н.п. переданы в подчинение г. Уфы.
Сельсовет расположен в Зауфимье, между левобережьем Уфимки и федеральной трассой М-5 "Урал". Земли сельсовета богаты старицами-озерами и небольшими речушками, удобьями, рощами.